# Lithomyrtus cordata
Lithomyrtus cordata là một loài thực vật có hoa trong Họ Đào kim nương. Loài này được (A.J.Scott) N.Snow & Guymer mô tả khoa học đầu tiên năm 1999.